# Daddy, I Don’t Like It Like This
Daddy, I Don’t Like It Like This es una película estadounidense de drama de 1978, dirigida por Adell Aldrich, escrita por Burt Young, musicalizada por David Shire, en la fotografía estuvo Donald M. Morgan y el elenco está compuesto por Melanie Griffith, Clinton Allmon y Matthew Anton, entre otros. El filme fue realizado por CBS Entertainment Production y se estrenó el 12 de julio de 1978.

## Sinopsis
Este largometraje trata acerca de un padre que pretende hacer más fuerte a su hijo, para realizar su objetivo contrata a los matones del barrio para que lo golpeen.